# Corazon Aquino
María Corazón „Cory” Cojuangco Aquino (n. 25 ianuarie 1933, Paniqui⁠(d), Central Luzon⁠(d), Filipine – d. 1 august 2009, Makati⁠(d), Filipine) a fost al 11-lea președinte a Filipinelor.  
A fost căsătorită cu senatorul Benigno Aquino Jr., care a fost asasinat la întoarcerea în Filipine din exilul american. După acest eveniment, Aquino, care nu avea nici un fel de experiență politică, a devenit forța unificatoare a rezistenței împotriva dictaturii președintelui Ferdinand Marcos.
Spunând singură că este o casnică obișnuită, Aquino a candidat la alegerile prezidențiale din 1986, care au fost câștigate oficial de președintele Ferdinand Marcos. Ca urmare a unei revoluții populare, cauzată de afirmații de fraudă electorală, Aquino a fost instalată ca președinte pe data de 25 februarie 1986.
Publicația Time a considerat-o una dintre cele mai influente femei ale secolului al XX-lea.

## Viața și educația
Născută ca al șaselea copil (din opt) într-o familie bogată de filipinezi mestiți cu rădăcini chineze,Aquino a plecat la studii în SUA, la Academia Ravenhill din Philadelphia, la Notre Dame Convent School din New York și la College of Mount Saint Vincent tot din New York.
A obținut gradul universitar B.A., cu limba franceză ca specialitate primă și matematica ca specialitate secundă.
După ce s-a întors în Filipine, Aquino a studiat dreptul la Far Eastern University, dar nu a terminat studiile, alegând viața de familie și căsătorindu-se (în 1954) cu Benigno Servillano "Ninoy" Aquino, Jr., fiul unui fost președinte al Camerei Reprezentanților din parlamentul filipinez. Au avut 5 copii: un fiu și 4 fiice.
În 1980 familia s-a refugiat în SUA ca refugiați politici, după ce intervenția președintelui Jimmy Carter a dus la eliberarea lui Ninoy din închisoare, unde se afla datorită opoziției sale față de dictatorul Ferdinand Marcos. Când Ninoy s-a întors fără familie la 21 august 1983 în Filipine, a fost împușcat la aeroportul din Manila. Corazon s-a întors și ea după câteva zile pentru a participa la înmormântare, eveniment la care au participat peste 2 milioane de oameni.
În cei doi ani care au urmat asasinării soțului său, Aquino a participat la multe demonstrații populare împotriva lui Marcos. Când acesta din urmă a anunțat că vor fi organizate alegeri anticipate în februarie 1986, opoziția l-a numit mai întâi pe senatorul Salvador Laurel drept candidat pentru președinție, dar o acțiune de culegere de semnături pentru Aquino l-a făcut pe Laurel să accepte ca Aquino să fie candidata la președinție, iar el să fie candidat pentru postul de vicepreședinte. 
În cursul campaniei electorale, Marcos a susținut că Aquino este sprijinită de comuniști, afirmație la care Aquino a răspuns cu promisiunea că nu va numi nici un comunist în cabinet dacă va fi aleasă în funcție.
Cu toate că rezultatul oficial l-a declarat învingător pe Marcos,au existat dovezi că rezultatul alegerilor fusese falsificat, ceea ce a dus la demonstrații, greve și boicoturi ale firmelor controlate de susținătorii lui Marcos. Biserica catolică a sprijinit demonstranții, ceea ce le-a dat suport moral, iar Senatul american a condamnat rezultatul alegerilor. Un trimis special al președintelui american Ronald Reagan, Philip Habib, a propus o împărțire a puterii între Marcos și Aquino, o soluție refuzată de cea din urmă.
În ziua de 22 februarie 1986, doi aliați ai lui Marcos, Ministrul Apărării, Juan Ponce Enrile, și șeful adjunct al Statulul major al armatei filipineze, Fidel Ramos, i-au cerut lui Marcos să demisioneze, baricadându-se în două baze militare din Quezon City, refuzând să participe la oprimarea demonstranților. O mulțime de oameni, inclusiv Aquino, s-a adunat în jurul bazelor militare respective pentru a-i apăra pe rebeli.
Pe data de 25 februarie 1986, Aquino a depus jurământul prezidențial în fața judecătorului asociat al Curții Supreme, Claudio Teehankee. Marcos a depus jurământul la Palatul Malacañang în aceeași zi, dar a fugit în exil în aceeași noapte.
În timpul președinției ei au fost promulgate o nouă constituție și mai multe legi, inclusiv o reformă agrară, dar Aquino a fost confruntată și cu 7 încercări de lovitură de stat.

## Distincții
- 1986 TIME Woman of the Year
- 1986 Eleanor Roosevelt Human Rights Award
- 1986 United Nations Silver Medal („Medalia de argint a Națiunilor Unite”)
- 1986 Canadian International Prize for Freedom
- 1986 International Democracy Award from the International Association of Political Consultants
- 1987 Prize For Freedom Award from Liberal International
- 1993 Special Peace Award from the Aurora Aragon Quezon Peace Awards Foundation and Concerned Women of the Philippines
- 1994 Una din 100 Women Who Shaped World History (din partea G.M. Rolka, Bluewood Books, San Francisco, CA)
- 1995 Path to Peace Award
- 1996 Fulbright Program. William Fulbright Prize for International Understanding din partea U.S. Department of State
- 1998 Ramon Magsaysay Award for International Understanding
- 1998 Pearl S. Buck Award
- 1999 Una din Time Magazine's 20 Most Influential Asians of the 20th Century
- 2001 World Citizenship Award
- 2005 David Rockefeller Bridging Leadership Awards
- 2005 Una din World's Elite Women Who Make a Difference by the International Women's Forum Hall of Fame
- 2006 Una din Time Magazine's 65 Asian Heroes
- 2008 una din A Different View's 15 Champions of World Democracy
- EWC Asia Pacific Community Building Award
- Women's International Center International Leadership Living Legacy Award
- Martin Luther King Jr. Nonviolent Peace Prize
- United Nations Development Fund for Women Noel Award for Political Leadership

## Doctorate
- Doctor în Relații Internaționale, honoris causa, de la:
  - Boston University din Boston
  - Eastern University din St. David, PA
  - Fordham University din New York
  - Waseda University din Tokio
- Doctor în Științe juridice, honoris causa, de la:
  - University of the Philippines
  - University of Santo Tomas din Manila
- Doctor în Litere, honoris causa, de la:
  - Ateneo de Manila University
  - College of Mount Saint Vincent din New York
  - Xavier University (Cagayan de Oro City, Philippines)
- Doctor în Științe umaniste, honoris causa, de la:
  - San Beda College din Manila, 2000
  - Seattle University, 2002
  - Stonehill College din Massachusetts
  - University of Oregon, 1995